# Inna Lwowna Ljutomskaja
Inna Lwowna Ljutomskaja (russisch Инна Львовна Лютомская; * 1925 in Moskau) ist eine sowjetisch-russische Architektin.

## Leben
Ljutomskaja stammt aus einer jüdischen Familie. Sie studierte am Moskauer Architektur-Institut (MArchI) mit Abschluss 1950.
Ljutomskaja projektierte Wohngebäude und öffentliche Gebäude hauptsächlich in Moskau.

## Projekte und Bauten (Auswahl)
- Kultur- und Wissenschaftspalast Warschau (1953–1954, Mitglied des Autorenkollektivs)[1]
- Schwimmbad Luschniki des Moskauer W. I. Lenin-Zentralstadions (1956, Koautorin)[1]
- Bebauung des Moskauer Rajons Troparjowo mit dem olympischen Dorf (1980)[1]
- Wohngebäudekomplex an der Moskauer Nagatino-Chaussee (1986)[1]
- Moskauer Wohngebäudekomplex Orechowo-Borissowo (1993)[1]

## Ehrungen
- Verdiente Architektin der Russischen Föderation (1993)[3]